# Mike Kenn
Michael Lee Kenn (Evanston, 9 febbraio 1956) è un ex giocatore di football americano statunitense che ha giocato nel ruolo di offensive tackle per tutta la carriera con gli Atlanta Falcons della National Football League (NFL). Fu scelto nel corso del primo giro (13º assoluto) del Draft NFL 1978 dai Falcons. Al college ha giocato a football all'Università del Michigan.

## Carriera professionistica
Kenn fu scelto come tredicesimo assoluto nel draft NFL 1978 dagli Atlanta Falcons. Ebbe una carriera di notevole successo, venendo inserito nel First-team All-Pro tre volte (1980, 1983, 1991), nel Second-team All-Pro due volte (1981, 1982) e fu convocato per cinque Pro Bowl consecutivi dal 1980 al 1984. Passò tutti i suoi 17 anni di carriera con i Falcons, disputando 251 partite, un record di franchigia, tutte come titolare.

## Palmarès
- Convocazioni al Pro Bowl: 5

1980, 1981, 1982, 1983, 1984
- First-team All-Pro: 3

1980, 1983, 1991
- Second-team All-Pro: 2

1981, 1982
- PFWA All-Rookie Team - 1978
- Atlanta Falcons Ring of Honor

## Statistiche
| Partite totali      | 251 |
| Partite da titolare | 251 |
| Fumble recuperati   | 11  |